# ジョージ・ヘンリー・ダーン
ジョージ・ヘンリー・ダーン（英語: George Henry Dern、1872年9月8日 - 1936年8月27日）は、アメリカ合衆国の政治家。民主党に所属し、フランクリン・ルーズベルト政権で第52代アメリカ合衆国陸軍長官を務めた。

## 生い立ちと初期の経歴
1872年9月8日、ネブラスカ州ドッジ郡において誕生した。父親はジョン・ダーン（John Dern）、母親はエリザベス・ダーン（Elizabeth Dern）であった。ダーンは地元の公立学校で教育を受け、1888年にフレモント・ノーマル・カレッジ（現在のミッドランド・カレッジ）を卒業した。ダーンは1891年にネブラスカ大学に入った。大学卒業前の1894年12月、ダーンは父親に従属してユタ準州へ移住した。

## 鉱山経営
ダーンはマーカーにおいて、鉱山事業を興した父親の手伝いをした。ダーンは父親の会社 Mercur Gold Mining and Milling Company で、簿記係として働いた。ダーンは順調に昇進を重ね、1900年に部長職に就いた。ダーンの会社は1901年に Consolidated Mercur Gold Mine Company 社と合併したが、ダーンは1913年まで継続して部長職を続けた。
ダーンはセオドア・ホルトとともに精錬技術を研究し、低品質の鉱石から銀を回収する Holt-Dern Ore Roaster 法を考案した。この技術は後に、アメリカ内外の多くの鉱山会社でも利用されるようになった。ダーンはユタ州において、鉱山産業の第一人者となった。
Consolidated Mercur Gold Mine Company 社の鉱山は1913年に閉山したが、ダーンはその後もパークシティのオンタリオ鉱山やアルタ鉱山地区のエマ鉱山など、ユタ州内でも炭鉱経営に関与し続けた。

## ユタ州での政治

### ユタ州上院議員
ダーンは政治に関心を持ち、民主党に所属した。1914年、ダーンはソルトレイク郡の代表として、ユタ州上院議員に選出された。ダーンは1915年から1923年までユタ州上院議員を2期8年務めた。ダーンは非モルモン派の進歩主義者であり、社会立法を支持した。1917年には労働者災害補償法の制定に貢献した。
当時のユタ州は共和党の勢力が強く、またモルモン教の信仰者も多かった。だがダーンは政治的にうまく立ち回り、州民との共感的理解を築いた。ダーンは様々な視点から意見を述べ、積極的に州民と交流を図った。

### ユタ州知事
1924年、ダーンは民主党の指名を受けてユタ州知事選挙に立候補した。ダーンにはロバート・ラフォレット率いる革新党も支持に加わった。ダーンは共和党の現職知事チャールズ・メイビーを下し、勝利を収めた。ダーンは1925年から1933年までユタ州知事を2期8年務めた。
ダーンは州知事として、ユタ州の税法を改訂した。ダーンは中間所得層および低所得層の税負担を軽減し、さらに失業保険制度の導入を提唱した。またダーンはあらゆる教員について州の認可を必須とした上で、公立学校への助成金を増額した。さらに公益事業委員会についてはその権限を拡大し、道路交通については自動車規制を強化した。
ダーンの州知事としての最大の功績は、コロラド川協定の改訂であった。ダーンは河川の流域はすべてアメリカ合衆国連邦政府ではなく諸州に属するという認識を確立した。これによりユタ州はコロラド川の流域割り当てを獲得し、将来的な開発への足掛かりを作った。
ダーンは州知事として成功を収め、優れた為政者として注目を集めた。ダーンは1930年に全国知事会議において、議長に選出された。全国知事会議においてダーンは、ニューヨーク州知事フランクリン・ルーズベルトと知り合った。

## アメリカ合衆国陸軍長官
ダーンは1932年の大統領選挙においてフランクリン・ルーズベルトを支持した。そしてルーズベルトが勝利を収めると、ダーンは陸軍長官として指名を受けた。ダーンは1933年3月から、死去する1936年8月まで陸軍長官を務めた。
ダーンはニューディール政策の一環としての資源保存市民部隊において、陸軍の参加を監督した。ダーンは陸軍工兵による公共治水プロジェクトを立ち上げ、加えて陸軍省の新たな庁舎を建設を行った。ダーンは、3ヵ年で2,320機の飛行機を導入したいという陸軍航空隊の提案を承認し、陸軍航空隊にベイカー委員会を新設した。ダーンは30,000人の予備役将校に対して毎年2週間の訓練を課する法律を制定するよう連邦議会に要求した。

## 死
1936年8月27日、ダーンはワシントンD.C.のウォルター・リード陸軍病院において死去した。死因は、インフルエンザによる腎不全であった。ダーンの遺体はユタ州ソルトレイクシティのマウントオリヴェット墓地に埋葬された。

## 結婚と子女
ダーンは1899年6月7日にシャーロット・ブラウン（Charlotte Brown）と結婚した。シャーロットとの間に以下の子供を儲けた。
1. メアリー・ジョアンナ・ダーン（Mary Joanna Dern）
2. ジョン・ダーン（John Dern）息子は俳優ブルース・ダーン、孫は女優ローラ・ダーン。
3. ウィリアム・ダーン（William Dern）
4. ジェイムズ・ジョージ・ダーン（James George Dern）